# Symetria osiowa

Obraz figury w symetrii osiowej względem prostej

Symetria osiowa, symetria względem osi, odbicie zwierciadlane (lustrzane) – odwzorowanie geometryczne płaszczyzny lub przestrzeni, które dla ustalonej osi {\displaystyle l,} tj. prostej, każdemu punktowi {\displaystyle P} swojej dziedziny przyporządkowuje taki punkt {\displaystyle Q,} że punkty {\displaystyle P} i {\displaystyle Q{:}}
- wyznaczają prostą przecinającą prostopadle oś {\displaystyle l,}
- leżą w równej odległości od osi {\displaystyle l} po jej przeciwnych stronach.

Symetrię względem osi {\displaystyle l} oznacza się najczęściej jako {\displaystyle S_{l}.}
Z definicji bezpośrednio wynika, że punktami stałymi symetrii osiowej {\displaystyle S_{l}} są wszystkie punkty prostej {\displaystyle l} i tylko one. Dowolna symetria osiowa jest inwolucją, tzn. jest identyczna z odwzorowaniem do niej odwrotnym.
Fakt, że punkt {\displaystyle Q} jest obrazem punktu {\displaystyle P,} można też zapisać korzystając z pojęcia wektora: {\displaystyle {\vec {PR}}={\vec {RQ}}} gdzie punkt R jest rzutem prostokątnym punktu {\displaystyle P} na prostą {\displaystyle l.}
Figurę geometryczną {\displaystyle F,} która jest swoim obrazem w symetrii osiowej {\displaystyle S_{l}(S_{l}(F)=F),} nazywa się figurą geometryczną osiowo symetryczną (lub mówi się, że figura {\displaystyle F} ma oś symetrii). Prosta {\displaystyle l} jest osią symetrii figury {\displaystyle F}.

## Symetria osiowa na płaszczyźnie
Każda symetria osiowa na płaszczyźnie jest izometrią nieparzystą, ponieważ zmienia orientację płaszczyzny.
Symetria osiowa jest jedyną nietożsamościową izometrią płaszczyzny mającą dwa różne punkty stałe.
Dla dowolnej izometrii płaszczyzny istnieją jedna, dwie lub trzy symetrie osiowe, z których można złożyć tę izometrię.

W prostokątnym układzie współrzędnych symetrię osiową można opisać następującym wzorem analitycznym:

{\displaystyle {\begin{cases}x'=x\\y'=-y\end{cases}}}

## Symetria osiowa w przestrzeni
Symetria osiowa {\displaystyle S_{l}} w przestrzeni jest złożeniem dwóch dowolnych symetrii płaszczyznowych {\displaystyle S_{p}} i {\displaystyle S_{Q}} takich, że płaszczyzny {\displaystyle P} i {\displaystyle Q} są prostopadłe i {\displaystyle P\cap Q=l.}
Przestrzenna symetria osiowa jest związana z obrotem wokół tej osi.